# Верхнє Красне
Верхнє Красне (рос. Верхнее Красное) — присілок Велізького району Смоленської області Росії. Входить до складу Будницького сільського поселення.
Населення — 41 особа (2007 рік).